# Cour de révision et de réexamen
Dans la procédure pénale française, la Cour de révision et de réexamen, placée près de la Cour de cassation, est chargée
- de la révision d’une décision pénale définitive, qui peut être demandée au bénéfice de toute personne reconnue coupable d’un crime ou d’un délit lorsque, après une condamnation, vient à se produire un fait nouveau ou à se révéler un élément inconnu de la juridiction au jour du procès de nature à établir l’innocence du condamné ou à faire naître un doute sur sa culpabilité[2].
- du réexamen d’une décision pénale définitive, qui peut être demandé au bénéfice de toute personne reconnue coupable d’une infraction lorsqu'il résulte d’un arrêt rendu par la Cour européenne des droits de l'homme que la condamnation a été prononcée en violation de la Convention européenne des droits de l'homme ou de ses protocoles additionnels, dès lors que, par sa nature et sa gravité, la violation constatée entraîne, pour le condamné, des conséquences dommageables auxquelles la satisfaction équitable accordée en application de l’article 41 de la convention ne pourrait mettre un terme[3].

## Historique
La révision d’une condamnation pénale définitive est permise par le système judiciaire français depuis longtemps. Prévue par l’ordonnance criminelle du 26 août 1670 qui permettait d’obtenir du Conseil du roi des « lettres de révision », elle disparut lors de la Révolution de 1789 pour être rétablie par une décision de la Cour de cassation de 1800 puis consolidée en 1808, 1813, 1867 et 1895.
Jusqu'en 1989, les requêtes en révision étaient traitées par la Direction des Affaires criminelles et des Grâces du ministère de la Justice qui instituait une commission de révision des procès criminels et correctionnels, composée, outre le directeur des Affaires criminelles et des Grâces qui la présidait, de deux autres directeurs du ministère, et de trois magistrats de la Cour de cassation (membres des chambres civiles).
Des investigations étaient éventuellement menées par la Direction centrale de la Police judiciaire. La commission rendait un avis positif ou négatif sur la requête en révision, puis le Garde des Sceaux la rejetait par une lettre adressée à l'avocat qui avait déposé la demande, ou donnait instruction au procureur général près la Cour de cassation de saisir la chambre criminelle, qui traitait à son tour le dossier,. Celle-ci rejetait la requête ou bien annulait la condamnation. Dans ce dernier cas, la chambre criminelle – comme pourra le faire plus tard la Cour de révision – renvoyait l'affaire devant un nouveau tribunal pour un nouveau procès ou bien – si le condamné est décédé – organisait elle-même de nouveaux débats afin, éventuellement, de « décharger la mémoire du mort ».
La loi du 23 juin 1989 relative à la révision des condamnations pénales créé une commission composée de cinq magistrats de la Cour de cassation, désignés par l'assemblée générale de cette juridiction. Après avoir procédé, directement ou par commission rogatoire, à toutes recherches, auditions, confrontations et vérifications utiles et recueilli les observations écrites ou orales du requérant ou de son conseil et celles du ministère public, cette commission saisit la chambre criminelle, qui statue comme cour de révision, des demandes qui lui paraissent pouvoir être admises,, sur le fondement, entre autres cas d'ouverture, d'un « fait nouveau ou élément inconnu de la juridiction de nature à faire naître un doute sur la culpabilité du condamné » et non plus « à établir son innocence ».
La loi du 15 juin 2000 renforçant la protection de la présomption d’innocence et les droits des victimes crée la procédure de réexamen.
La loi du 20 juin 2014 relative à la réforme des procédures de révision et de réexamen d'une condamnation pénale définitive créé la cour de révision et de réexamen, qui se substitue aux instances précédentes.

## Composition

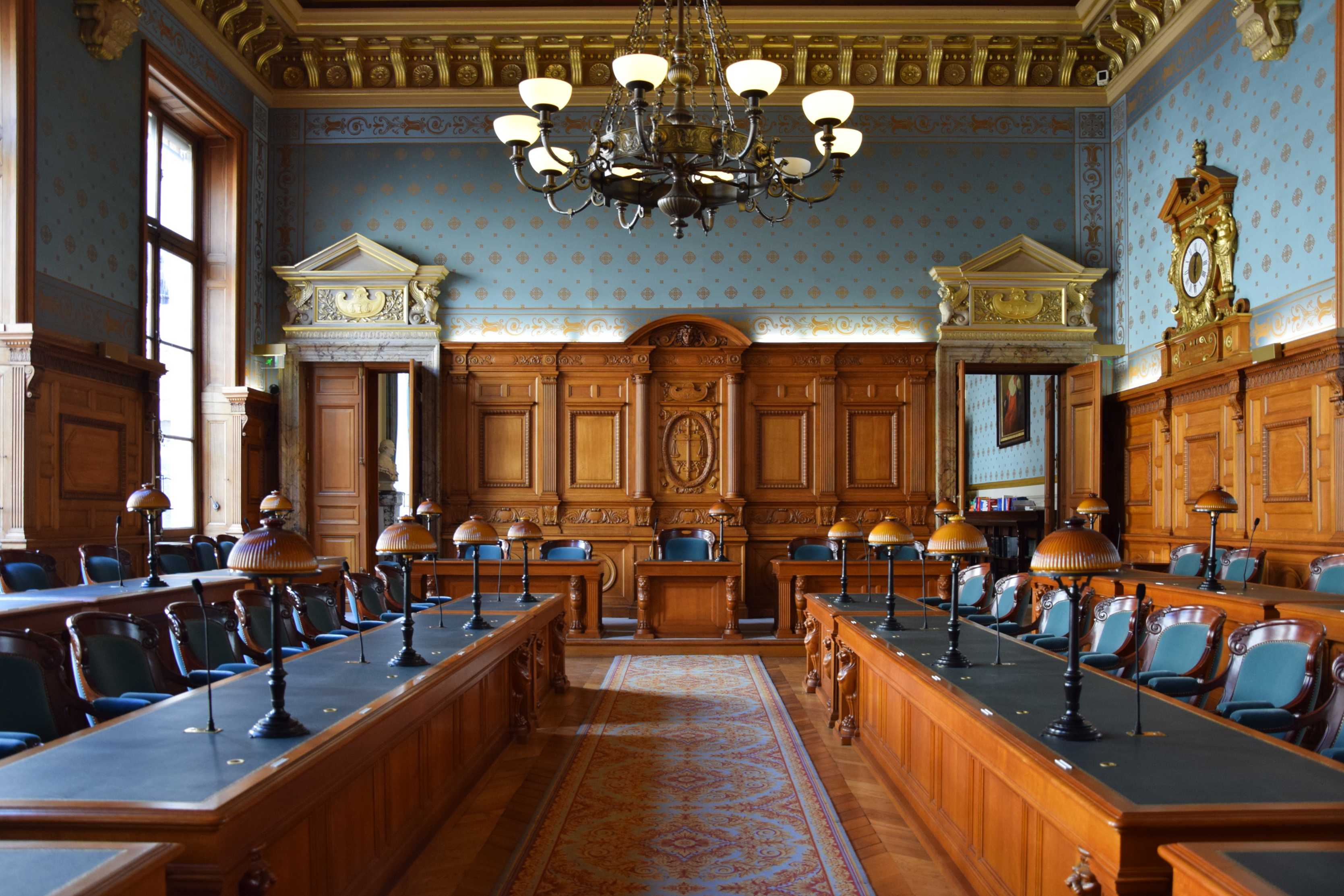
Salle d'audience de la chambre criminelle de la Cour de cassation au palais de justice de Paris

La Cour de révision et de réexamen est composée de dix-huit magistrats de la Cour de cassation, dont le président de la chambre criminelle, qui préside la cour de révision et de réexamen. Les dix-sept autres magistrats sont désignés, par l’assemblée générale de la Cour de cassation, pour une durée de trois ans, renouvelable une fois.
La cour de révision et de réexamen désigne en son sein, pour une durée de trois ans, renouvelable une fois, cinq magistrats titulaires et cinq magistrats suppléants composant la commission d’instruction des demandes en révision et en réexamen. Cette dernière désigne en son sein un président. Les magistrats qui siègent au sein de la commission d’instruction et leurs suppléants ne peuvent siéger au sein de la formation de jugement de la cour de révision et de réexamen.
Les treize autres magistrats composent la formation de jugement de la cour de révision et de réexamen, qui statue en révision ou en réexamen. La formation de jugement est présidée par le président de la chambre criminelle.
Le parquet général près la Cour de cassation assure les fonctions du ministère public devant la commission d’instruction et la formation de jugement.
Ne peuvent siéger au sein de la commission d’instruction et de la formation de jugement ou y exercer les fonctions du ministère public les magistrats qui, dans l’affaire soumise à la cour de révision et de réexamen, ont, au sein d’autres juridictions, soit fait un acte de poursuite ou d’instruction, soit participé à une décision sur le fond relative à la culpabilité du requérant.

## Procédure
La révision et le réexamen peuvent être demandés :
- Par le ministre de la justice ;
- Par le procureur général près la Cour de cassation ;
- Par le condamné ou, en cas d'incapacité, par son représentant légal ;
- Après la mort ou l’absence déclarée du condamné, par son conjoint, le partenaire lié par un pacte civil de solidarité, son concubin, ses enfants, ses parents, ses petits-enfants ou arrière-petits-enfants, ou ses légataires universels ou à titre universel.

La révision peut, en outre, être demandée par les procureurs généraux près les cours d'appel.
La commission d'instruction se prononce sur la recevabilité de la demande de révision. Les demandes irrecevables sont rejetées par ordonnance motivée du président, sans possibilité de recours. En dehors de cette hypothèse et en cas de besoin, la commission peut ordonner un supplément d'information avant de se prononcer. Le requérant a par ailleurs la possibilité de faire des demandes d'actes.
Lorsque la demande est jugée recevable, la commission d'instruction saisit la formation de jugement par décision motivée, qui ne peut faire l'objet d'un recours. Si la formation de jugement estime que l'affaire est en l'état, il y a alors examen de la demande au fond.
Lors de l'audience publique, le requérant et la victime sont représentés et assistés par leurs avocats (article 622 et suivants du code de procédure pénale). Ils peuvent tous deux se faire délivrer copies de tout ou partie des pièces et actes du dossier. La cour peut rejeter la demande si elle la considère comme mal fondée. Dans l'hypothèse inverse, il y a annulation de la condamnation. Cette annulation emporte suppression automatique de la fiche du casier judiciaire et éventuellement des mentions des fichiers de la police judiciaire.  
Une procédure de révision spécifique, ouverte à la Société des gens de lettres, s'applique aux condamnations prononcées pour outrage aux bonnes mœurs commis par la voie du livre.

## Affaires traitées

### Révisions
Sur les 3 172 décisions rendues par la commission de révision entre 1990 et 2014, cette dernière n’a transmis à la cour de révision que 85 affaires criminelles et correctionnelles : la cour de révision en a rejeté 33 et n’a prononcé que 52 décisions d’annulation (soit 1,6 % du total), 19 assorties d’un renvoi devant une autre juridiction lorsque de nouveaux débats étaient possibles, et 33 sans renvoi lorsque plus aucun débat n’était possible ou qu’il ne restait plus rien à la charge du condamné qui pouvait être pénalement qualifié. Entre 2014 et 2021, la Cour a été saisie de huit demandes, dont trois ont été rejetées, la Cour a prononcé cinq décisions d’annulation dont trois assorties d’un renvoi devant une autre juridiction.
Certaines affaires ont été médiatisées :
- Charles Baudelaire en 1857,
- Affaire Dreyfus (1894) en 1906[n 2],
- Guy Mauvillain (accusé en 1975 du meurtre d'une vieille dame), révision rejetée en 1982[n 3],[n 4],[19],
- Roland Agret (accusé en 1970 du meurtre d'un garagiste) en 1985[20],
- Affaire Mis et Thiennot (1946), révision en cours d'examen par la Commission  d'instruction[21],
- Affaire Christian Ranucci (1974), révision rejetée en 1979[n 5],[22], 1987[n 5] et 1991[n 6],[23],
- Affaire Tangorre (1981), révision rejetée en 1984 et 1988[n 5]
- Affaire Dominici (1952), révision rejetée en 1959, 1961[24],[25], 1982[n 5], 1986[n 5], 1994, 1995[n 6],[n 7] et 1998[n 6]
- Affaire Seznec (1923), révision rejetée en 1926[n 5], 1928[n 5], 1932[n 5], 1935, 1949[n 5], 1953[n 5], 1957[n 5], 1996[n 6] et 2006[26],[27],[n 3],
- Rida Daalouche en 1999[27],
- Patrick Dils (accusé en 1987 du double meurtre de Montigny-lès-Metz) en 2002[27],
- Affaire Omar Raddad (1991), révision rejetée en 2002[n 3],[28] et 2022[n 8],[29]
- Affaire Deperrois, révision rejetée en 2002[n 6],[30], 2009[n 6],[31] et 2024[n 8],[32]
- Loïc Sécher (accusé de viol en 2000 par une adolescente qui se rétractera huit ans plus tard) en 2011[27],
- Affaire Leprince (1994), dossier en cours d'examen devant la Cour de révision et de réexamen depuis janvier 2025[33],
- Marc Machin (accusé du meurtre d'une femme en 2001) en 2012[27],
- Abdelkader Azzimani et Abderrahim El-Jabri (accusés du meurtre d'un dealer en 1997) en 2014
- Christian Iacono (accusé par son petit-fils) en 2015
- Pouvanaa Oopa en 2018[34],
- Farid El Haïry, en 2022[35].
- Aymen I. en 2024[n 9],[36]

### Réexamens
Seules 55 demandes ont été présentées entre 2000 et 2014 : 16 n’ont pas passé le stade de l’examen de recevabilité, 7 ont été rejetées tandis que 31 ont abouti à un réexamen de l’affaire, soit 82 % des demandes recevables. Entre 2014 et 2021, la Cour a été saisie de deux demandes qui ont abouti à un réexamen de l’affaire.
Par exemple, la commission de réexamen a été saisie par Maurice Papon en 2004.